# Bō
Pour les articles homonymes, voir Bô (homonymie).

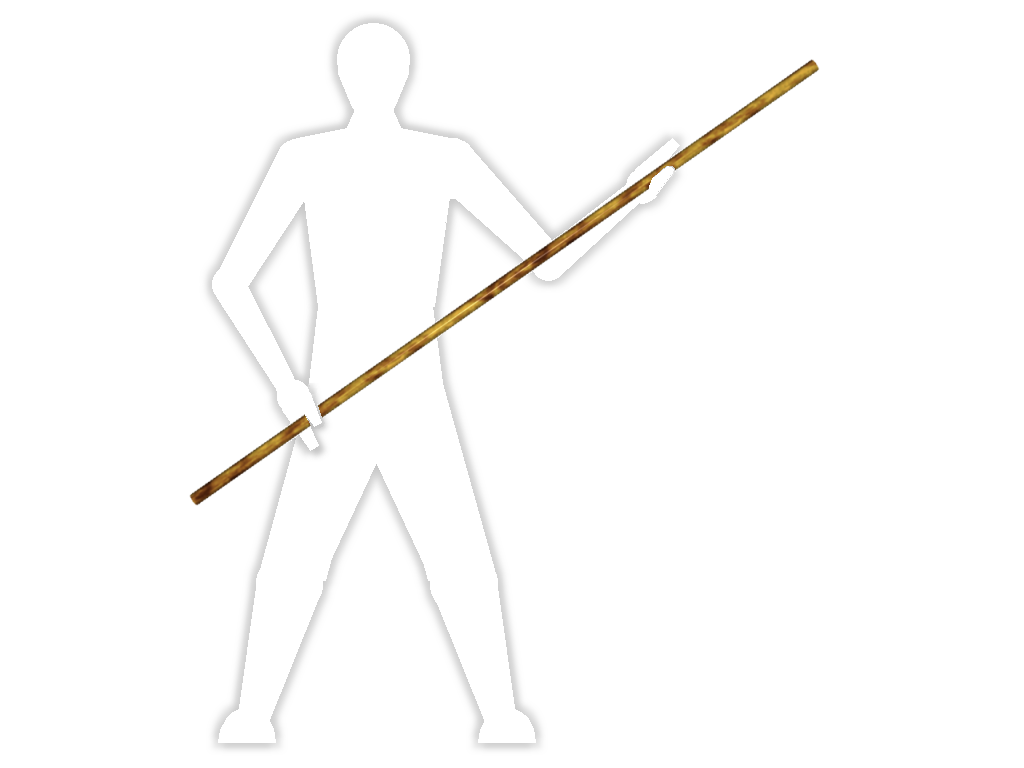
Un bō est généralement un long bâton de 180 cm manié avec les deux mains.

Un bō ou kon, est un très long bâton en bois ou en bambou, parfois recouvert de métal.
Un bō de grande taille est parfois appelé un rokushakubō (六尺棒, ろくしゃくぼう). Ce terme vient des mots japonais roku (六, ろく) signifiant « six », shaku (尺, しゃく) équivalent à 30,3 cm  et bō.
Les bō sont très variés, il y en a des lourds et des légers, des rigides et de très flexibles, de simples pièces de bois et des objets d'art finement décorés.
Plusieurs arts martiaux permettent la maîtrise du bō, notamment le bō-jutsu et le bozendo.
Le principe de base de cet art est d'accroître la force délivrée lors d'un coup par une des extrémités du bâton, grâce au bras de levier, d'autant plus important que le bâton est long.

## Dans la culture populaire
- Dans l’univers des Tortues Ninja, le personnage de Donatello utilise un bō.
- Dans la saga Dragon Ball, le personnage de Son Goku utilise un bō magique.
- Dans l'univers DC de DC Comics, le héros Tim Drake, alias Red Robin utilise un bō.
- Dans les jeux vidéo de la série SoulCalibur, le personnage de Kilik utilise un bō.
- Dans le roman La Horde du Contrevent, le personnage de Caracole utilise un bō (orthographié « boo »).